# حلقة راشينج

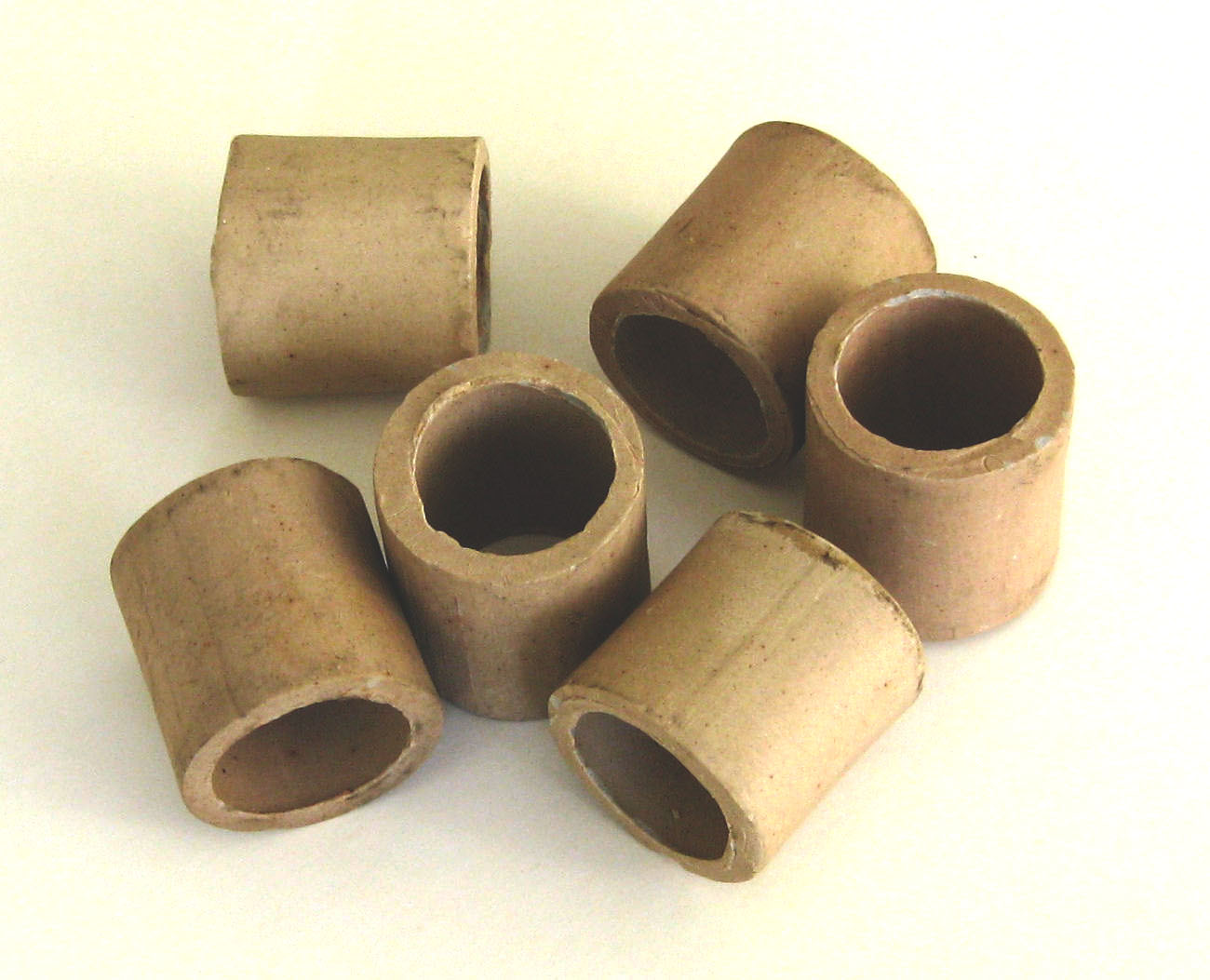
حلقات راشينج من السيراميك بقطر 25 مم

حلقة راشينج  في الهندسة الكيميائية (بالإنجليزية: Raschig ring ) هي حلقات متساوية في الطول وفي القطر وتستعمل بكميات كبيرة في أعمدة التجزئة المستخدمة في عمليات التقطير وبعض الصناعات الكيميئية الأخرى . وهي تصنع عادة من خزف أو من المعدن والغرض منها زيادة سطح التلامس بين سائل وبخاره - (توازن سائل وبخاره) - أو بين سائل وغاز . وقد سميت على اسم مخترعها، عالم الكيمياء الألماني فريدريش راشينج.

وتستعمل الحلقات بكميات كبيرة ويملأ بها عمود التجزئة بطريقة عشوائية (الأكوام) وهي تساعد على إجراء عملية التقطير بكفاءة عالية، وتفوق كفاءتها طريقة الطوابق النظرية التي تستخدم داخل أعمدة التجزئة. 

## اقرأ أيضا
- تعبئة بنائية
- عمود معبأ
- تصميم التقطير
- تقطير جزئي
- تقطير النفط
- تقطير جاف
- معادلة فينسك
- طبق نظري